# Ligne de La Hutte - Coulombiers à Mamers
La ligne de La Hutte - Coulombiers à Mamers est une courte ligne de chemin de fer régionale française à écartement standard et à voie unique du département de la Sarthe, en région Pays de la Loire, aujourd'hui fermée et déposée.
Elle constitue la ligne 427 000 du réseau ferré national.

## Histoire
La ligne est mise en service entre le 30 août 1880 par le ministère des Travaux Publics qui l'exploita en régie directe, la Compagnie des chemins de fer de l'Ouest n'ayant pas souhaiter financer les travaux de la ligne, considérant, limitée par les investissements déjà importants consacrés aux autres lignes, que cette ligne n'apportait pas suffisamment de perspectives financières. Toutefois, le matériel utilisé sur cette ligne était soit loué à ladite compagnie, soit prêté par le Réseau de l'État.
En 2011, la partie entre Les Mées et Mamers est convertie en voie verte,.
En 2019, la ligne n'apparaît plus sur la carte du réseau ferré national.